# Ritterstechen

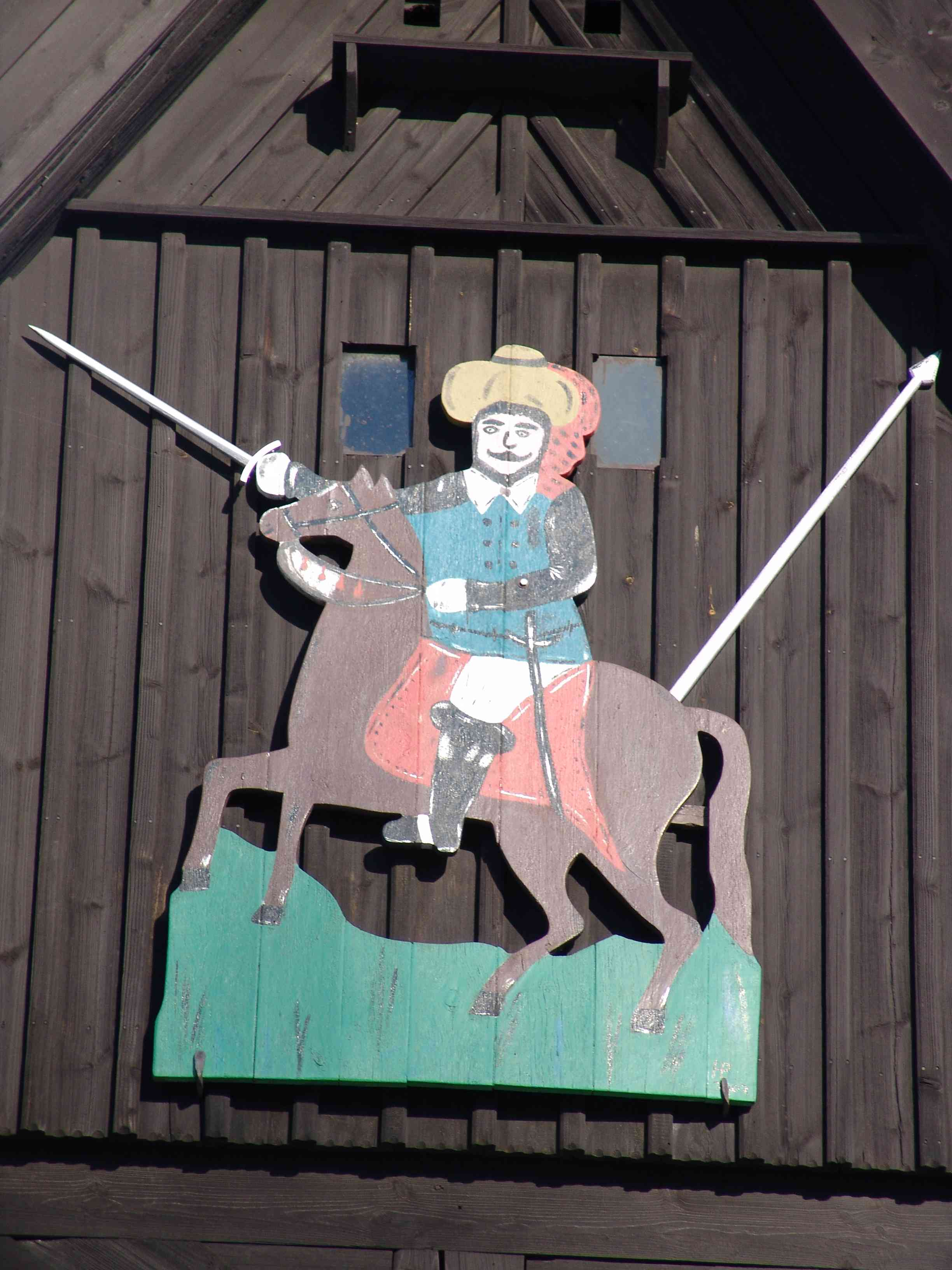
Ritterfigur am Reiterhaus in Neusalza-Spremberg

Das Ritterstechen ist eine alte Volksbelustigung, die vorrangig auf Jahrmärkten veranstaltet wird und in der Oberlausitz und Nordböhmen zu finden ist. Während sich die Männer beim Adlerschießen messen können, ist dieses Spiel hauptsächlich für junge Frauen gedacht.
Ziel des Ritterstechens ist es, mit verbundenen Augen das Herz einer selbstgebauten Ritterfigur mit einer Lanze zu treffen. Auf einer von Bäumen begrenzten Gasse auf der Kirmes werden die Frauen von den Männern gefangen und ihnen werden die Augen verbunden. Den Frauen wird die Lanze in die Hände gegeben und sie müssen versuchen, das Herz des Ritters zu treffen.
Diejenige, die am besten traf, wird zur Ritterkönigin erklärt und zusammen mit dem Gewinner des Adlerschießens feierlich in ein Lokal geführt. Früher war es Brauch, die Ritterfigur als Trophäe am Haus der Eltern anzubringen. Ein Beispiel hierfür ist das Reiterhaus in Neusalza-Spremberg, an dessen Giebel eine solche Figur angebracht ist. Sie wurde 1874 von Christiane Louise Schniebs beim Ritterstechen in Lauba gewonnen.
Seinen Ursprung hat das Ritterstechen wahrscheinlich im Lanzenstechen der Ritterturniere des Mittelalters.